# Distrito de Pacasmayo

Pacasmayo

El distrito de Pacasmayo es uno de los cinco que conforman la provincia homónima, ubicada en el departamento de La Libertad, en el Norte del Perú. Limita por el Norte con el distrito de Jequetepeque, por el Sur con el distrito de San Pedro de Lloc, por el Este con el San José y por el Oeste con el océano Pacífico. La extensión y los límites del distrito fueron fijados en 1989, resultando con 30,84 km².
Desde el punto de vista jerárquico de la Iglesia católica forma parte de la Arquidiócesis de Trujillo.

## Historia
El distrito fue creado mediante Ley del 23 de noviembre de 1864, en el gobierno del Presidente Juan Antonio Pezet.
Los conquistadores españoles fundaron el puerto de Pacasmayo en 1775.[cita requerida]

## Geografía
Abarca una superficie de 32,02 km².  Se halla a poco más de 100 km al norte de Trujillo, aproximadamente en el km 681 de la Panamericana Norte, está a orillas del Océano Pacífico, y tiene una geografía muy accidentada.

## Autoridades

### Municipales
- 2019 - 2022[2]
  - Alcalde: César Rodolfo Milla Manay, de Alianza para el Progreso.
  - Regidores:

  1. Raúl Fernando Yenque Mendoza (Alianza para el Progreso)
  2. Manuela Victoria Vásquez Burgos (Alianza para el Progreso)
  3. Fabricio Leonardo Esqueche Herrera (Alianza para el Progreso)
  4. Félix Nomberto Jara (Alianza para el Progreso)
  5. María Julia Chafloque De Gavilán (Alianza para el Progreso)
  6. Santos Augusto Miranda Leyva (Súmate)
  7. Jenny Soledad Paz Guanilo (Nueva Libertad)

Alcaldes anteriores
- 2015 - 2018: Aldo Navarro Sarmiento
- 2011 - 2014:[3] Óscar Luperio Honorio Horna, del Partido Alianza para el Progreso (APP).
- 2007 - 2010: Juan Antonio Lingán Ríos, Alianza electoral Juntos por La Libertad.

### Policiales
- Comisario: PNP.

MAYOR PNP JHON FREDI SANCHEZ CORILLOCLLA

## Atractivos turísticos
La estación del antiguo ferrocarril, el faro, el malecón, sus concurridas playas y la gastronomía a base de pescado son sus principales atractivos. Destacan las construcciones como la casa Grace de 1850. En sus playas se puede practicar la tabla a vela y el surf.
Al norte, en el distrito de Jequetepeque se encuentran las ruinas arqueológicas de Pakatnamú, y del Cerro de dos cabezas. Pacasmayo se encuentra en el valle del río Jequetepeque, el cual desciende desde Cajamarca.
La fábrica de Cementos Pacasmayo es la mayor industria de la provincia. Otras actividades económicas importantes son la avícola y la producción de arroz.
Desde el año 2008 se desarrolla cada mes de julio la "Marathon Internacional de Pacasmayo".
El diario Últimas Noticias se publica desde este puerto para toda la provincia de Pacasmayo, se inició como el diario La Unión por Don Manuel Pastor Ríos.

## Medios de Comunicación

### Televisión
- Empresas de televisión por Cable:
  - Cablevisión del Norte
  - Cablemas Conexia
  - Supercable Pacasmayo